# Єніші

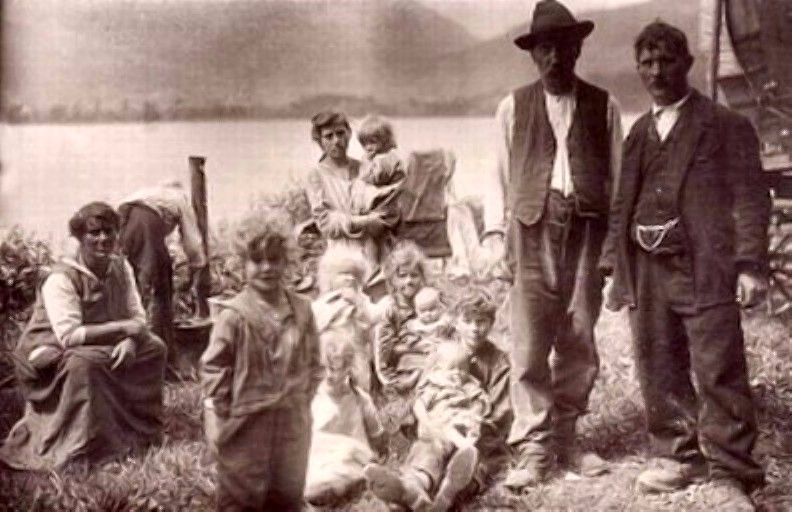
Єніші на озері Лауерцер-Зе, Швейцарія, 1928

Єніші (нім. Jenische, також самоназва), «кочівники», «білі цигани» — етнографічна та соціальна група різнорідного походження, що проживає в Центральній та Західній Європі, в основному в області навколо Рейну (Німеччина, Швейцарія, Австрія, Франція, Бельгія, Люксембург).
Історично єніші виникли на початку XVIII століття як нащадки груп населення, що маргіналізувалися (в основному німецькомовного).
До кочового способу життя перейшла лише невелика частина єнішів.
Окрім Швейцарії, єніші не визнані в жодній з країн Європи як національна меншість.
У роки Другої світової війни гітлерівці переслідували єнішів поряд з близькими їм за способом життя циганами
.
Так, з грудня 1942 року Адольф Ейхман, за наказом з Генріха Гіммлера і за узгодженням з Артуром Небе і Отто Тіраком прирівняв єнішів і так званих «циганських покручів» до «чистокровних/повних циганів».).
У тому ж грудні 1942 року і до ранньої весни 1943 року відбувалися арешти і депортації в Освенцим, Дахау і Бухенвальд всіх німецьких циган, що залишилися на волі, так званих «циганських покручів» і єнішів.
Були заарештовані навіть ті, хто служив у німецькій армії та мали бойові нагороди.
Більшість депортованих загинула.
У сучасній Швейцарії єніші розглядаються владою як одна з груп циган.
Швейцарські єніші активно взаємодіють з циганами-сінті, тоді як в інших європейських країнах єніші активно відокремлюють себе від циган.
Єніші говорять на особливому єніcькому жаргоні, граматично близькому до швейцарських діалектів німецької мови.

## Розповсюдження
Групи єнішів задокументовані в німецькомовних країнах, у Франції, Бенілюксі та Італії, однак у більшості цих країн їх облік не ведеться. 
Лише у Швейцарії, де в єнішів існує офіційно зареєстрована організація, їх число станом на початок 1980-х рр. оцінюється у 25 000-35 000 осіб "як мінімум частково єніського походження" 
. 
При цьому кількість регулярно активних кочових єнішів у Швейцарії станом на 1999 р. оцінюється лише у 2500 осіб
. 
Єніська мова та традиції зберігаються також серед деякої частини некочового населення.

## Правовий статус

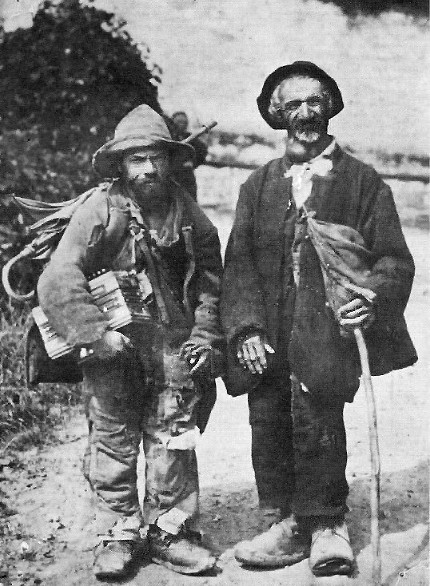
Єніші в Муотаталі (Швейцарія), кінець XIX століття

У більшості європейських країн єніші не мають офіційного визнання.
Особлива ситуація існує у Швейцарії. 
«Кочівники», які мають громадянство Швейцарії, з 1998 р., після ратифікації Рамкової конвенції про захист національних меншин Європи визнані як національна меншина під назвою нім. Fahrende, буквально «мандруючі», незалежно від того, чи веде конкретний представник етносу осілий чи кочовий спосіб життя. 

.
У Швейцарії єніський жаргон після ратифікації Європейської хартії регіональних мов 1997 здобув статус «мови без територіальної прив'язки» 
.
Слід зазначити, що аж до початку 1970-х років швейцарський уряд проводив напівофіційну політику інституціоналізації дорослих єнішів як «душевнохворих» і вживав заходів щодо адаптації дітей до рівня «нормальних» швейцарських громадян у рамках зусиль з ліквідації культури єнішів 
. 
Назва цієї програми - "нім. Kinder der Landstraße" ("Діти сільської дороги"). 
590 дітей було відібрано у батьків і передано до сирітських притулків, психіатричних установ і навіть в'язниць 
.
Перед федеральними органами Швейцарії інтереси єнішів представляє засноване в 1975 р. «Спілка подорожуючих на колесах великою дорогою», яке поряд з єнішами, представляє також і інші «кочові» народи — роми і сінті. 
Спілка отримує субвенції (цільові субсидії) від держави 

. 
З 1979 р. Спілка є членом міжнародної спілки циган. 
Попри це, офіційна позиція спілки полягає у відстоюванні інтересів єнішів як окремого народу.
Згідно з міжнародними договорами Швейцарії та вироком Федерального суду, кантональна влада зобов'язана надавати кочуючим групам єнішів місце для стоянок і переїздів, а також забезпечувати можливість відвідування шкіл для дітей шкільного віку 
.